# Salacia acevedoi
Salacia acevedoi är en benvedsväxtart som beskrevs av Lombardi. Salacia acevedoi ingår i släktet Salacia och familjen Celastraceae. Inga underarter finns listade.